# Юрг Аклин
Юрг Аклин (на немски: Jürg Acklin) е швейцарски писател и психоаналитик, автор на стихотворения, романи, разкази и есета.

## Биография и творчество
Юрг Аклин е роден през 1945 г. в Цюрих в семейството на електроинженер. Израства в Кюснахт на Цюрихското езеро. Следва хуманитарни и социални науки в Бременския университет и завършва през 1974 г. с дисертация върху ранния социалист Вилхелм Вайтлинг.
Работи като учител и участва в учебни експерименти; за известно време ръководи алтернативно училище.
Наред с дейността си като редактор в Швейцарската телевизия завършва обучение по психоанализа и от 1983 г. е практикуващ психотерапевт.
Юрг Аклин е автор на прозаични творби, в които по реалистичен начин описва кризисни състояния в междучовешките отношения и конфликти между поколенията на фона на странна и фантастична отчуждена действителност.
Живее в Цюрих. Има трети брак и е баща на две дъщери и един син.

## Награди и отличия
- 1971: „Награда Конрад Фердинанд Майер“
- 1972: „Бременска литературна награда“ für Alias
- 1996: Buchpreis der Stadt Zürich für Froschgesang
- 2002: Ehrengabe des Kantons Zürich
- 2005: Zolliker Kunstpreis